# Euceraea nitida
Euceraea nitida, nombres comunes: “ha-pe-mee’-nee” nombre indígena  (Corporación Araracuara. 1987), es una especie de arbusto perteneciente a la familia de las salicáceas.

## Descripción
Arbusto de hojas simples, alternas, con estípula libre y sin exudado. Sus flores están dispuestas en racimos axilares y su fruto es una drupa. (Corporación Araracuara. 1987)

## Usos
Presenta altos contenidos de alcaloides en su corteza por lo que los indígenas del Orinoco preparan un tipo de “curare” de la corteza de este arbusto mezclada con la corteza de especies del género Strychnos spp. (Corporación Araracuara. 1987)

## Taxonomía
Euceraea nitida fue descrita por Carl Friedrich Philipp von Martius y publicado en Nova Genera et Species Plantarum . . . 3: 90, pl. 238, en el año 1831.